# 古爾丹島
古爾丹島（英語：Gourdin Island）是南極洲的島嶼，位於葛拉漢地的特里尼蒂半島，處於普賴姆角以北2公里的南極半島北端，面積1.24平方公里，由法國探險隊命名，現時由南極條約體系管理。